# Punta Robertson
La punta Robertson (en inglés: Robertson Point) es una punta que forma el lado este de la entrada a la Bahía Fortuna, en la costa norte de la isla San Pedro de las islas Georgias del Sur, en cercanías de la estación ballenera de puerto Leith.
El nombre se remonta a, por lo menos, 1920.
Este accidente geográfico es uno de los puntos que determinan las líneas de base de la República Argentina, a partir de las cuales se miden los espacios marítimos que rodean al archipiélago.